# Vuelta a Andalucía 2009
La Vuelta a Andalucía 2009, cinquantacinquesima edizione della corsa valevole come prova del circuito UCI Europe Tour 2009 categoria 2.1, si svolse in un prologo più 4 tappe dal 15 al 19 febbraio 2009 per un percorso totale di 668,7 km, con partenza da Jaén ed arrivo ad Antequera. Fu vinto dall'olandese Joost Posthuma del team Rabobank, che si impose in 17 ore 28 minuti e 40 secondi, alla media di 38,33 km/h.
Al traguardo di Jaén 65 ciclisti conclusero il giro.

## Tappe
| Tappa  | Data        | Percorso                         | km    | Vincitore di tappa | Leader cl. generale |
| ------ | ----------- | -------------------------------- | ----- | ------------------ | ------------------- |
| Prol.  | 15 febbraio | Jaén (Cron. individuale)         | 7     | Xavier Tondó       | Xavier Tondó        |
| 1ª     | 16 febbraio | La Guardia de Jaén > Humilladero | 169,2 | Danilo Napolitano  | Joost Posthuma      |
| 2ª     | 17 febbraio | Vegas del Genil > Cordova        | 164,2 | Gert Steegmans     | Joost Posthuma      |
| 3ª     | 18 febbraio | Marbella > Benahavís             | 162,5 | Davide Rebellin    | Joost Posthuma      |
| 4ª     | 19 febbraio | Torrox Costa > Antequera         | 165,8 | Davide Rebellin    | Joost Posthuma      |
| Totale | Totale      | Totale                           | 668,7 |                    |                     |

## Squadre e corridori partecipanti
| N.    | Cod. | Squadra                      |
| ----- | ---- | ---------------------------- |
| 1-7   | GCE  | Caisse d'Epargne             |
| 11-17 | SIL  | Silence-Lotto                |
| 21-27 | RAB  | Rabobank                     |
| 31-37 | SKS  | Skil-Shimano                 |
| 41-47 | SDA  | Serramenti PVC Diquigiovanni |
| 51-57 | VAC  | Vacansoleil Pro Cycling Team |
| 61-67 | KAT  | Team Katusha                 |

| N.      | Cod. | Squadra           |
| ------- | ---- | ----------------- |
| 71-77   | MRM  | Team Milram       |
| 81-87   | EUS  | Euskaltel-Euskadi |
| 91-97   | ACA  | Andalucía-Cajasur |
| 101-107 | FUJ  | Fuji-Servetto     |
| 111-117 | XGZ  | Xacobeo-Galicia   |
| 121-127 | MCO  | Contentpolis-Ampo |

## Dettagli delle tappe

### Prologo
- 15 febbraio: Jaén – Cronometro individuale – 7,0 km

Risultati
| Pos. | Corridore      | Squadra   | Tempo |
| ---- | -------------- | --------- | ----- |
| 1    | Xavier Tondó   | Andalucia | 8'31" |
| 2    | Joost Posthuma | Rabobank  | a 1"  |
| 3    | Martin Velits  | Milram    | a 3"  |

| Pos. | Corridore      | Squadra   | Tempo |
| ---- | -------------- | --------- | ----- |
| 1    | Xavier Tondó   | Andalucia | 8'31" |
| 2    | Joost Posthuma | Rabobank  | a 1"  |
| 3    | Martin Velits  | Milram    | a 3"  |

### 1ª tappa
- 16 febbraio: La Guardia de Jaén > Humilladero – 169,2 km

Risultati
| Pos. | Corridore         | Squadra       | Tempo    |
| ---- | ----------------- | ------------- | -------- |
| 1    | Danilo Napolitano | Team Katusha  | 4h31'45" |
| 2    | Tom Veelers       | Skil-Shimano  | s.t.     |
| 3    | Jürgen Roelandts  | Silence-Lotto | s.t.     |

| Pos. | Corridore        | Squadra       | Tempo    |
| ---- | ---------------- | ------------- | -------- |
| 1    | Joost Posthuma   | Rabobank      | 4h40'17" |
| 2    | Xavier Tondó     | Andalucia     | a 2"     |
| 3    | Jürgen Roelandts | Silence-Lotto | a 4"     |

### 2ª tappa
- 17 febbraio: Vegas del Genil > Cordova – 164,2 km

Risultati
| Pos. | Corridore         | Squadra      | Tempo    |
| ---- | ----------------- | ------------ | -------- |
| 1    | Gert Steegmans    | Team Katusha | 3h55'15" |
| 2    | Danilo Napolitano | Team Katusha | s.t.     |
| 3    | Wim Stroetinga    | Milram       | s.t.     |

| Pos. | Corridore        | Squadra       | Tempo    |
| ---- | ---------------- | ------------- | -------- |
| 1    | Joost Posthuma   | Rabobank      | 8h35'32" |
| 2    | Xavier Tondó     | Andalucia     | a 2"     |
| 3    | Jürgen Roelandts | Silence-Lotto | a 4"     |

### 3ª tappa
- 18 febbraio: Marbella > Benahavís – 162,5 km

Risultati
| Pos. | Corridore       | Squadra       | Tempo    |
| ---- | --------------- | ------------- | -------- |
| 1    | Davide Rebellin | Diquigiovanni | 4h17'14" |
| 2    | Filippo Pozzato | Team Katusha  | s.t.     |
| 3    | Cadel Evans     | Silence-Lotto | s.t.     |

| Pos. | Corridore      | Squadra   | Tempo     |
| ---- | -------------- | --------- | --------- |
| 1    | Joost Posthuma | Rabobank  | 12h52'46" |
| 2    | Xavier Tondó   | Andalucia | a 2"      |
| 3    | Martin Velits  | Milram    | a 5"      |

### 4ª tappa
- 19 febbraio: Torrox Costa > Antequera – 165,8 km

Risultati
| Pos. | Corridore       | Squadra       | Tempo    |
| ---- | --------------- | ------------- | -------- |
| 1    | Davide Rebellin | Diquigiovanni | 4h35'45" |
| 2    | Juan José Oroz  | Euskaltel     | a 9"     |
| 3    | Gilberto Simoni | Diquigiovanni | s.t.     |

| Pos. | Corridore       | Squadra       | Tempo     |
| ---- | --------------- | ------------- | --------- |
| 1    | Joost Posthuma  | Rabobank      | 17h28'40" |
| 2    | Xavier Tondó    | Andalucia     | a 2"      |
| 3    | Davide Rebellin | Diquigiovanni | a 3"      |

## Evoluzione delle classifiche
| Tappa              | Vincitore          | Classifica generale | Classifica scalatori | Classifica a punti | Classifica traguardi volanti | Classifica combinata | Classifica spagnoli | Classifica a squadre  |
| ------------------ | ------------------ | ------------------- | -------------------- | ------------------ | ---------------------------- | -------------------- | ------------------- | --------------------- |
| Prol.              | Xavier Tondó       | Xavier Tondó        | non assegnata        | Xavier Tondó       | non assegnata                | Xavier Tondó         | Xavier Tondó        | Team Milram           |
| 1ª                 | Danilo Napolitano  | Joost Posthuma      | Dioni Galparsoro     | Joost Posthuma     | Alberto Benítez              | Joost Posthuma       | Xavier Tondó        | Rabobank              |
| 2ª                 | Gert Steegmans     | Joost Posthuma      | Luis Ángel Maté      | Danilo Napolitano  | Javier Ramírez               | Joost Posthuma       | Xavier Tondó        | Rabobank              |
| 3ª                 | Davide Rebellin    | Joost Posthuma      | Luis Ángel Maté      | Danilo Napolitano  | Javier Ramírez               | Joost Posthuma       | Xavier Tondó        | Rabobank              |
| 4ª                 | Davide Rebellin    | Joost Posthuma      | Luis Ángel Maté      | Davide Rebellin    | Alberto Benítez              | Joost Posthuma       | Xavier Tondó        | Diquigiovanni-Androni |
| Classifiche finali | Classifiche finali | Joost Posthuma      | Luis Ángel Maté      | Davide Rebellin    | Alberto Benítez              | Joost Posthuma       | Xavier Tondó        | Diquigiovanni-Androni |

## Classifiche finali

### Classifica generale
| Pos. | Corridore             | Squadra        | Tempo     |
| ---- | --------------------- | -------------- | --------- |
| 1    | Joost Posthuma        | Rabobank       | 17h28'40" |
| 2    | Xavier Tondó          | Andalucia      | a 2"      |
| 3    | Davide Rebellin       | Diquigiovanni  | a 3"      |
| 4    | Martin Velits         | Milram         | a 5"      |
| 5    | Michele Scarponi      | Diquigiovanni  | a 18"     |
| 6    | Juan José Oroz Ugalde | Euskaltel      | a 21"     |
| 7    | David López García    | Caisse d'Epar. | s.t.      |
| 8    | Beñat Intxausti       | Fuji-Servetto  | a 23"     |
| 9    | Juan Antonio Flecha   | Rabobank       | a 34"     |
| 10   | Gilberto Simoni       | Diquigiovanni  | a 51"     |

### Classifica a punti
| Pos. | Corridore       | Squadra        | Punti |
| ---- | --------------- | -------------- | ----- |
| 1    | Davide Rebellin | Diquigiovanni  | 58    |
| 2    | Joost Posthuma  | Rabobank       | 40    |
| 3    | Martin Velits   | Milram         | 37    |
| 4    | Pablo Lastras   | Caisse d'Epar. | 37    |
| 5    | Xavier Tondó    | Andalucia      | 34    |

### Classifica traguardi volanti
| Pos. | Corridore            | Squadra       | Tempo |
| ---- | -------------------- | ------------- | ----- |
| 1    | José Alberto Benítez | Fuji-Servetto | 9     |
| 2    | Javier Ramírez       | Andalucia     | 8     |
| 3    | Luis Ángel Maté      | Diquigiovanni | 6     |
| 4    | Javier Aramendia     | Euskaltel     | 6     |
| 5    | Jesús del Nero       | Fuji-Servetto | 4     |

### Classifica a squadre
| Pos. | Squadra               | Tempo     |
| ---- | --------------------- | --------- |
| 1    | Diquigiovanni-Androni | 52h27'09" |
| 2    | Rabobank              | a 1'02"   |
| 3    | Fuji-Servetto         | a 1'25"   |
| 4    | Euskaltel-Euskadi     | a 1'55"   |
| 5    | Team Milram           | a 5'00"   |